# Roca Partida
Roca Partida is een klein rotseiland behorend tot de Revillagigedo-eilanden. Het heeft een hoogte van maximaal 34 meter. Met een oppervlakte van slechts 0,003 km² is het het kleinste eiland van de archipel.
De rots werd in 1542 door Ruy López de Villalobos ontdekt.
Clarión · Roca Partida · Socorro · San Benedicto